# Jesse Hockett
Jesse "The Rocket" Hockett (7 de setembro de 1983 - 26 de maio de 2010) foi um automobilista norte-americano. Ele foi morto por choque elétrico quando consertava seu trailer, em sua loja em Warsaw, Missouri, em preparação para várias competições, incluindo o United States Auto Club e American Sprint Car Series.